# Karlik Nos (hoạt họa, 2002)
Thằng lùn Mũi (tiếng Nga: Карлик Нос) là một phim hoạt họa 2D do đài STV phối hợp hãng Cối Xay Gió sản xuất, xuất bản ngày 20 tháng 03 năm 2003 tại Moskva.

## Nội dung
Thằng bé Jakob thơ ngây trót bị bà phù thủy lừa để đánh thức linh hồn quỷ Dagal. Đến khi nó nhận ra sự thật và bỏ chạy thì bị bà ta gieo nguyền cho hóa thành gù lưng và dài mũi. Jakob phải tìm cách chiếm lại lòng tin nơi mẹ và bảo vệ công chúa Greta, đồng thời xóa bỏ lời nguyền hiểm ác.

## Kĩ thuật
- Thiết kế: Aleksandra Averyanova

| Действующее лицо                    | Исполнитель       |
| ----------------------------------- | ----------------- |
| Якоб-карлик                         | Альберт Асадуллин |
| Взрослый Якоб                       | Альберт Асадуллин |
| Грета                               | Евгения Игумнова  |
| Якоб в детстве                      | Елена Шульман     |
| Колдунья                            | Наталья Данилова  |
| Урбан (прислужник колдуньи)         | Игорь Шибанов     |
| Король                              | Иван Краско       |
| Суеверный стражник во дворце        | Виктор Сухоруков  |
| городские стражники                 | Анатолий Петров   |
| Глашатай                            | Анатолий Петров   |
| Блюм (главный королевский скороход) | Алексей Гурьев    |
| Гончар                              | Алексей Гурьев    |
| Фрида Блюм (жена Блюма)             | Елена Соловьёва   |
| фрейлины                            | Елена Соловьёва   |
| Ганна (мать Якоба)                  | Татьяна Иванова   |
| Обер-гофмейстер                     | Михаил Черняк     |